# Laurentius von Durham

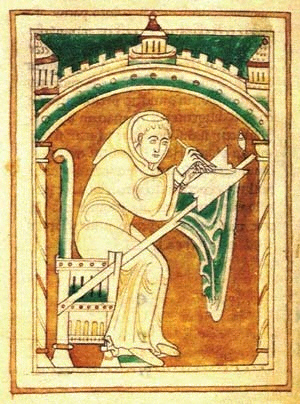
Laurentius von Durham

Laurentius von Durham (engl. Lawrence of Durham, lat. Laurentius Dunelmensis), (* 1110 / 1114 in Waltham Abbey; † 1154 in Frankreich) war ein englischer Benediktiner und mittellateinischer Dichter. In seiner Jugend wurde er in das Priorat der Kathedrale von Durham aufgenommen und wurde ein Höfling von Geoffrey Rufus, der seit 1133 Bischof von Durham war. 
Nach dem Tode von Rufus 1141 wurde Laurentius ein führender Gegner von William Cumin, der den Bischofssitz beanspruchte. Nach Machtkämpfen während der Anarchie und der Niederlage von Cumin wurde Laurentius zunächst Subprior und spätestens 1149 Prior des Klosters Durham. Auf der Rückreise von Rom, wo Hugh de Puiset zum Bischof geweiht wurde, erkrankte er in Frankreich, starb dort 1154 und wurde in Durham bestattet.

## Werke
- Vita Sancte Brigide (Prosa-Lebensbeschreibung der Hl. Brigida von Kildare, im Auftrag von Aelred von Rievaulx)
- Hypognosticon (biblische Episoden in lateinischen Versen für ein höfisches Publikum)
- Consolatio de morte amici (ein Prosa-Dialog mit lateinischen Versen, angelehnt an Boëthius’ Consolatio philosophiae)
- Dialogi (1101 Distichen in 4 Büchern beschreiben die bürgerkriegsähnlichen Zustände in Durham unter dem bischöflichen Usurpator William Cumin.)

## Einzelnachweis
1. ↑  David Knowles: The Heads of Religious Houses: England & Wales Band 1: 940–1216. Cambridge, 2001, ISBN 0-521-80452-3, S. 43.